# Ciba-Geigy
Ciba-Geigy foi uma empresa multinacional suíça do setor químico e farmacêutico, formada em 1970 pela fusão entre duas companhias centenárias: a CIBA (Compagnie Industrielle de Bâle), fundada em 1859, e a Geigy, fundada em 1758. Com sede na cidade de Basileia, a empresa teve atuação global destacada, incluindo uma presença expressiva no Brasil nas décadas de 1970 a 1990.

## História
A fusão da CIBA com a Geigy, ambas com forte tradição nos setores de corantes, produtos químicos e farmacêuticos, consolidou a Ciba-Geigy como uma das maiores empresas químico-farmacêuticas do mundo.

## Atuação no Brasil
A Ciba-Geigy foi uma das principais companhias farmacêuticas atuantes no Brasil nas décadas de 1970 e 1980. Possuía centros de pesquisa, fábricas e escritórios administrativos em diversos estados. Atuava fortemente na produção de medicamentos e defensivos agrícolas, além de participar de iniciativas em saúde pública e educação técnica.
Um de seus diretores no país foi o médico austríaco Gildo Unger, que teve papel relevante na consolidação da atuação institucional da empresa no Brasil. Ele também foi um dos fundadores da Sociedade Brasileira de Medicina Farmacêutica (SBMF).

## Fusão e criação da Novartis
Em 1996, a Ciba-Geigy fundiu-se com a também suíça Sandoz, dando origem à Novartis, uma das maiores empresas farmacêuticas do mundo.

## Legado
A marca "Ciba-Geigy" foi descontinuada após a fusão, mas seu legado permanece presente em inúmeras inovações farmacêuticas e agrícolas. Algumas marcas e patentes desenvolvidas pela Ciba-Geigy continuam ativas sob gestão da Novartis ou foram adquiridas por outras empresas.